# Richard Mulcahy
Richard James Mulcahy (født 10. marts 1886, død 16. december 1971) var en irsk partileder og minister. Han var øverstkommanderende for IRA under den irske uafhængighedskrig fra 1919-1921. I 1919 giftede han sig med Josephine Ryan.
Mulcahy blev født i Waterford, hvor hans far var postmester, og han begyndte i 1902 at arbejde for postvæsenets ingeniørtjeneste. Kort tid efter grundlæggelsen af Irish Volunteers i 1913 gik han med i denne organisation, og han blev også medlem af Irish Republican Brotherhood (IRB) og Conradh na Gaeilge. Under påskeoprøret i 1916 var han næstkommanderende under Thomas Ashe.
Da den den anglo-irske traktat blev underskrevet i 1921, støttede Mulcahy den, og han blev kommandant for Fristatens styrker under den irske borgerkrig. Han var berygtet blandt traktatmodstandere, fordi han gav ordre til, at fanger kunne henrettes, hvis de havde våben på sig. Han var central i beslutningen om at henrette 77 IRA-medlemmer.
Fra 1923 til 1924 var Mulcahy forsvarsminister i Fristaten, i 1927 blev han minister for lokalstyre. Fra 1944 blev han formand for partiet Fine Gael, og han blev udenrigsminister i en koalitionsregering i 1954. Denne regering faldt i 1957, men Mulcahy fortsatte som partileder indtil oktober 1959. I oktober 1960 meddelte han, at han ikke ville stille op til det næste valg.